# Neuvième circonscription de Lille
La neuvième circonscription de Lille était une circonscription législative française que comptait le département du Nord sous la  Troisième République de 1902 à 1919 et de 1928 à 1940 .

## La circonscription de 1902 à 1919

### Description géographique et démographique
La neuvième circonscription de Lille était située à la périphérie de l'agglomération lilloise. Située entre la Belgique et le Pas-de-Calais, la circonscription est centrée autour de la ville de Tourcoing. 
Elle regroupait les divisions administratives suivantes : canton de Quesnoy-sur-Deûle et le canton de Tourcoing-Nord.

### Historique des députations
| Législature     | Début de mandat | Fin de mandat   | Député élu              | Parti politique | Observations |
| --------------- | --------------- | --------------- | ----------------------- | --------------- | ------------ |
| 8e législature  | 27 avril 1902   | 31 mai 1906     | Henri-Constant Groussau | Action libérale |              |
| 9e législature  | 6 mai 1906      | 31 mai 1910     | Henri-Constant Groussau | Action libérale |              |
| 10e législature | 24 avril 1910   | 31 mai 1914     | Henri-Constant Groussau | Action libérale |              |
| 11e législature | 10 mai 1914     | 7 décembre 1919 | Henri-Constant Groussau | Action libérale |              |

## La circonscription de 1928 à 1940

### Description géographique et démographique
La neuvième circonscription de Lille était située à la périphérie de l'agglomération Lilloise. Située entre la Belgique et le Pas-de-Calais, la circonscription est centrée autour de la ville de Tourcoing. 
Elle regroupait les divisions administratives suivantes : canton de Tourcoing-Nord-Est et le  canton de Tourcoing-Sud.

### Historique des députations
| Législature     | Début de mandat | Fin de mandat | Député élu      | Parti politique                              | Observations                                                                                    |
| --------------- | --------------- | ------------- | --------------- | -------------------------------------------- | ----------------------------------------------------------------------------------------------- |
| 14e législature | 29 avril 1928   | 31 mai 1932   | Charles Surmont | Républicains de gauche                       |                                                                                                 |
| 15e législature | 8 mai 1932      | 31 mai 1936   | Albert Inghels  | SFIO                                         |                                                                                                 |
| 16e législature | 3 mai 1936      | 31 mai 1942   | Léon Marescaux  | Gauche démocratique et radicale indépendante | Un décret de juillet 1939 a prorogé jusqu'au 31 mai 1942 le mandat des députés élus en mai 1936 |